# Chen Yanqing
Chen Yanqing est une haltérophile chinoise née le 5 avril 1979 dans la province de Jiangsu qui a remporté deux titres olympiques dans la catégorie 58 kg : à Athènes en 2004 et à Pékin en 2008